# گلی راوبال
آنگلا "گِلی" راوبال (۴ ژوئن، ۱۹۰۸ - ۱۸ سپتامبر، ۱۹۳۱) دختر خواهر ناتنی آدولف هیتلر، آنگلا راوبال بود.